# Тихуанский картель
Тихуанский картель (исп. Cártel de Tijuana) — наркокартель Мексики, действующий на северо-западе страны и являющийся крупнейшим поставщиком кокаина из Мексики в США. Тихуанский картель имеет в своем подчинении около 1000 бойцов.
Картель Тихуаны, также известный как Организация Арельяно Феликса, базируется в одном из самых стратегически важных приграничных городов Мексики для незаконного ввоза наркотиков в США. Из-за междоусобиц, арестов и смерти многих высших руководителей организация представляет собой оболочку того, чем она была в 1990-х и начале 2000-х годов, когда она считалась одной из самых мощных и жестоких преступных группировок Мексики. Тем не менее картель продолжает экспортировать наркотики и возможно, расширяет свое присутствие на международном уровне.
Основатель Тихуанского картеля Бенхамин Арельяно Феликс был арестован в 2002 году, участие в его аресте принял журналист Хесус Бланкорнелас.
Лидером картеля является Энедина Арельяно Феликс.

Карта с обозначением сфер влияний мексиканских наркокартелей по состоянию на май 2010 года.
Тихуанский картель
Картель Бельтран Лейва
Картель Синалоа
Картель Хуареса
Картель Ла Фамилиа
Картель Гольфо
Лос-Сетас
Спорные территории